# Bev Watson
Bev Watson (eigentlich Beverley Noeline Watson; * 1936) ist eine ehemalige australische Weitspringerin.
1958 gewann sie Bronze bei den British Empire and Commonwealth Games in Cardiff.
Im selben Jahr wurde sie Australische Meisterin.